# 안도걸
안도걸(安道杰, 1965년 1월 23일~)은 대한민국의 공무원 출신 정치인이다. 제22대 국회의원이다.
2021년 3월, 기획재정부 제2차관에 임명되었다. 2022년 5월 10일에 차관직에서 물러났다.
제22대 국회의원 선거를 앞두고 광주 동구·남구 을 선거구에 출마를 선언했다. 더불어민주당 경선을 통해 광주 동구·남구을 제21대 국회의원인 이병훈을 제치고 공천을 받았다. 본 선거 결과 70.16%의 득표율을 기록하면서 당선되었다.

## 학력
- 광주동신고등학교 졸업
- 서울대학교 경영대학 경영학 학사
- 서울대학교 행정대학원 행정학 석사
- 하버드 대학교 케네디스쿨 행정학 석사

## 경력
- 1989년: 제33회 행정고시 합격
- 2003년 4월: 기획예산처 제도관리과장
- 2004년 4월: 기획예산처 민간투자제도과장
- 2005년 7월: 국제부흥개발은행 파견
- 2007년 7월~2008년 3월: 기획예산처 전략기획팀장
- 2008년 3월: 기획재정부 예산실 복지예산과장
- 2012년 2월: 보건복지부 보건산업정책국장
- 2014년 9월~2016년 2월: 기획재정부 행정예산심의관
- 2016년 2월~2017년 9월: 기획재정부 복지예산심의관
- 2017년 9월~2018년 10월: 기획재정부 경제예산심의관
- 2019년 2월~2020년 5월: 기획재정부 예산총괄심의관
- 2020년 5월~2021년 3월: 기획재정부 예산실 실장
- 2021년 3월~2022년 5월: 기획재정부 제2차관
- 2022년 3월: 한국사회보장정보원 자문위원장
- 2022년 6월~2023년: 서울대학교 국가미래전략원 책임연구위원
- 2022년 6월: 전남대학교 연구석좌 교수
- 2022년 8월: 충남대학교 산학협력위원장
- 2022년 9월: 동국대학교 석좌교수
- 2022년 9월: 서울대학교 ESG위원장
- 2022년 9월~2023년: 광주광역시청 재정경제자문역
- 2023년 3월: 삼성바이오로직스 사외이사
- 2023년 4월: 한국전자통신연구원(ETRI) 자문위원
- 2023년 5월~: 안도걸경제연구소 이사장
- 2024년 4월 10일: 대한민국 제22대 국회의원 선거 당선(광주 동구·남구 을, 더불어민주당, 초선)
- 2024년 5월~: 더불어민주당 광주광역시당 동구·남구 을 지역위원회 위원장
- 더불어민주당 국가경제자문회의 부의장
- 2024년 8월~: 더불어민주당 정책위원회 상임부의장
- 2025년 6월~2025년 8월: 국정기획위원회 기획조정분과 위원

### 의정 활동
- 2024년 5월 30일~: 제22대 국회의원(광주 동구·남구 을, 더불어민주당, 초선)
  - 2024년 6월~: 제22대 국회 전반기 기획재정위원회 위원
  - 2024년 6월~2025년 6월: 제22대 국회 전반기 예산결산특별위원회 위원
  - 2025년 4월~: 제22대 국회 산불피해지원대책 특별위원회 위원
  - 2025년 6월~: 제22대 국회 전반기 예산결산특별위원회 위원

## 역대 선거 결과
| 실시년도 | 선거   | 대수 | 직책     | 선거구            | 정당         | 득표수   | 득표율          | 순위 | 당락 | 비고 |
| -------- | ------ | ---- | -------- | ----------------- | ------------ | -------- | --------------- | ---- | ---- | ---- |
| 2024년   | 총선   | 22대 | 국회의원 | 광주 동구·남구 을 | 더불어민주당 | 64,558표 | \| \| 70.16% \| | 1위  |      | 초선 |
|          | 70.16% |      |          |                   |              |          |                 |      |      |      |

## 소속 정당
| 소속 정당 | 소속 정당    | 소속 기간 | 비고      |
| --------- | ------------ | --------- | --------- |
|           | 더불어민주당 | 2023~현재 | 정계 입문 |

## 같이 보기
- 광주 남구의 국회의원
- 광주 동구의 국회의원
- 동구·남구 을
- 대한민국의 기획재정부 차관